# Junior Braithwaite
Franklin Delano Alexander Braithwaite, más conocido como Junior Braithwaite (4 de abril de 1949-2 de junio de 1999), fue uno de los creadores, y el primer cantante principal de The Wailers.

## Biografía
Junior Braithwaite nació en Kingston, Jamaica, en el mismo vecindario en el que Bob Marley, Bunny Wailer y Peter Tosh vivieron después. Higgs and Wilson, uno de los mejores grupos armónicos de Jamaica en esa época, solían ensayar en el patio trasero. Los amigos Braithwaite, Wailer, Marley, Tosh y Beverley Kelso, inspirados por Wilson and Higgs empezaron a cantar juntos bajo diversos nombres, y en 1963 fueron conocidos como "The Wailers". 
Braithwaite estuvo con The Wailers durante 8 meses, y fue el cantante principal de canciones como "Habits", "Straight and Narrow Way", "Don't Ever Leave Me" y "It Hurts To Be Alone". Según Coxsone Dodd, él era quien tenía la mejor voz de The Wailers; Coxsone fue quien descubrió el talento del grupo. Bob Marley comentó más tarde que "Junior solía cantar alto. Es ahora cuando empiezo a darme cuenta que sonaba como uno de los Jackson Five. Cuando el nos dejó tuvimos que buscar un sonido que Bunny, Peter y yo pudiesemos manejar."
Dejó la banda en 1964 y se mudó a los Estados Unidos de América con esperanzas de continuar con su carrera médica. Primero vivió en Chicago y después en el sur de Wisconsin durante 20 años, y volvió a Jamaica en 1984 para trabajar con Bunny Wailer en proyecto de reunión de The Wailers. Pero tras el asesinato de Peter Tosh en septiembre de 1987, los planes de giras mundiales con los Wailers reunidos nunca se materializaron.
Junior Braithwaite fue asesinado la noche del 2 de junio de 1999, en la casa de un músico compañero suyo en Kingston, dejando sólo a Bunny Wailer y Beverley Kelso como los supervivientes de los originales Wailers.